# غرايم توماس
غرايم توماس (بالإنجليزية: Graeme Thomas)‏ هو مجدف بريطاني، ولد في 8 نوفمبر 1988 في برستون في المملكة المتحدة.

## وصلات خارجية
- غرايم توماس على موقع الاتحاد الدولي للتجديف (الإنجليزية)
- غرايم توماس على موقع اللجنة الأولمبية الدولية (الإنجليزية)
- غرايم توماس على موقع أوليمبيديا (الإنجليزية)
- غرايم توماس على موقع اللجنة الأولمبية البريطانية (الإنجليزية)